# 청도 운문사 금당 앞 석등
청도 운문사 금당 앞 석등(淸道 雲門寺 金堂 앞 石燈)은 대한민국 경상북도 청도군 운문사에 있는, 남북국 시대 신라의 석등이다. 1963년 1월 21일 대한민국의 보물 제193호로 지정되었다.

## 개요
운문사 금당 앞에 놓여 있는 8각 석등으로, 불을 밝혀두는 화사석(火舍石)을 중심으로, 아래에는 세 부분으로 이루어진 받침을 두고 위로는 지붕돌과 머리장식을 얹었다.
바닥돌과 하나로 이루어진 아래받침돌에는 여덟 장의 잎을 새긴 연꽃무늬가 조각되어 있다. 그 위에 놓인 가운데기둥에는 아무런 꾸밈이 없으며, 윗받침돌에는 각 면마다 연꽃이 새겨져 있다. 화사석에는 불빛이 퍼져 나오도록 4개의 창을 마련해 두었다. 지붕돌은 경쾌한 모습이며, 꼭대기에는 보주(寶珠:연꽃봉오리모양의 장식)가 남아 있다.
각 부분이 잘 균형을 이룬 우아한 모습의 통일신라시대 석등이다.

## 같이 보기
- 운문사

## 참고 자료
- 청도 운문사 금당 앞 석등 - 국가유산청 국가유산포털